# Gábor Delneky
Gábor Delneky (n. 29 mai 1932, Budapesta, Regatul Ungariei – d. 26 octombrie 2008, Orlando, Florida, SUA) a fost un scrimer ce a reprezentat Ungaria, medaliat olimpic. A participat la o ediție a Jocurilor Olimpice (1960) în care a câștigat o medalie de aur.

## Participări
Lista de mai jos prezintă principalele competiții la care a participat Gábor Delneky de-a lungul carierei.
- fencing at the 1960 Summer Olympics – men's team sabre[*]